# Center za proučevanje kulture in religije
Center za proučevanje kulture in religije (kratica CPKR) je raziskovalna enota, ki deluje v sklopu Inštituta za družbene vede Fakultete za družbene vede v Ljubljani. Ustanovljen je bil 1967 v sklopu tedanje Visoke šole za politične vede, kasnejše FSPN kot Center za proučevanje religije in Cerkve. Ustanovitelj Centra in dolga leta tudi predstojnik je bil Zdenko Roter.
Center izvaja številne raziskave na različnih področjih kulturologije in religije. Dolgoletni vodja centra je bil Aleš Debeljak, po zaslugi katerega od 1998 nosi sedanje ime.